# Сан Бернардино (Ла Специја)
Сан Бернардино је насеље у Италији у округу Ла Специја, региону Лигурија.
Према процени из 2011. у насељу је живело 35 становника. Насеље се налази на надморској висини од 360 м.